# Standort

Geografische Breitenkreise

Der Standort im geografischen Sinn ist die eigene Position auf der Erdoberfläche oder in einem geeigneten geometrischen Bezugssystem. Semantisch gleichbedeutend sind auch Bezeichnungen wie Standpunkt, eigene Position oder Topozentrum (von griech. topos für Ort), zu denen weitere Termini verschiedener wissenschaftlicher Disziplinen kommen. Die Bestimmung des Standortes wird oft als Ortung oder Ortsbestimmung bezeichnet. Als Teil von Standortdaten können insbesondere Zeit, Geschwindigkeit und Richtung betrachtet werden.
Der Standort ist nicht nur für die eigene Orientierung wichtig, sondern ist bei Messungen auch der (lokale) Nullpunkt des sogenannten  topozentrischen Koordinatensystems. Im weiteren Sinne – etwa in Astronomie oder Raumfahrt – kann der Standort auch auf anderen Himmelskörpern liegen.

## Überblick
Die Angabe eines Standorts kann auf ganz verschiedene Arten erfolgen, unter anderem:
- durch geografische Koordinaten oder mittels GPS-bestimmter Wegpunkte
- relativ zu einem anderen Punkt, z. B. „50 Meter südlich des Rathauses“ oder „westlich des Gipfels XY auf etwa 2300 m Seehöhe“
- in einem lokalen Koordinatensystem, definiert durch Referenzpunkt und Orientierung
- durch Wegstrecken oder Kilometrierung, z. B. „beim Stromkilometer 123,4“
- durch Angabe einer Straßenkreuzung oder von Straße und Hausnummer

## Absolute und relative Ortsangaben

### Absolute Angaben
Folgende Koordinatensysteme können als absolut gelten:
- Geografische Koordinaten (Breiten- und Längengrad), bezogen auf das Referenzellipsoid der Landesvermessung oder (vereinfachend) eine mittlere Erdkugel. Sie können durch verschiedene Methoden der Ortsbestimmung gemessen oder aus einer Landkarte abgegriffen werden. Meist werden geografische Breite und Länge angegeben, zu einer vollständigen Ortsangabe gehört jedoch auch die Höhe.
- GPS-Koordinaten. Neben dem WGS84-System sind auch UTM-Koordinaten weit verbreitet.
- In der Technik: Landeskoordinaten in Meter, meist als Gauß-Krüger-Koordinaten x,y (Hochwert/Rechtswert). Sie werden aus einem Vermessungsnetz abgeleitet und sind das System geodätischer Messpunkte und der Grenzpunkte aller Grundstücke;
- Räumliche Koordinaten (X,Y,Z) in einem kartesischen (rechtwinkligen) Koordinatensystem. Sie beziehen sich in den Geowissenschaften auf den Erdmittelpunkt, in Astronomie und Raumfahrt auf das Baryzentrum des Sonnensystems.

### Relative Angaben

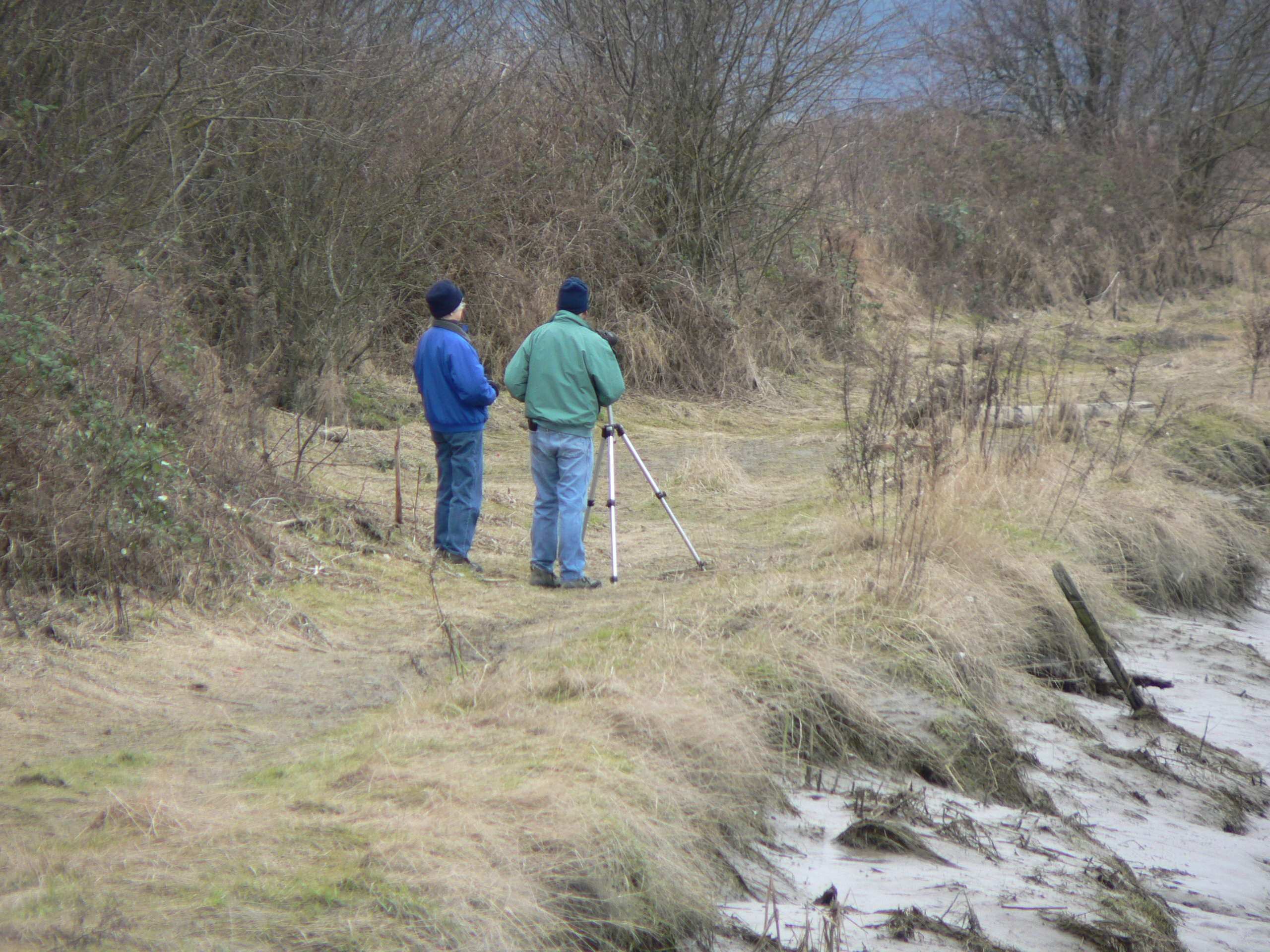
Die Vogelbeobachter könnten ihren Standort relativ zum Fluss und zur nächsten Brücke angeben

Relative Ortsangaben sind im Alltag und bei unvorbereitet abzugebenden Standortmeldungen häufiger. Im Fall von Dringlichkeit (Unfall, Gefahr im Verzug) ist vor allem die Verlässlichkeit der Standortmeldung im Sinne von Eindeutigkeit wichtig, aber auch die Erreichbarkeit im Verkehrsnetz.
Eine relative Angabe kann bezogen sein auf
- eine Straße oder ein Objekt
  - Adresse (Hausnummer, Objekt)
  - Abstand von einer Straßenkreuzung
  - Richtung und Entfernung von einem markanten Gebäude
- Verkehrswege, Gewässer, Details im Gelände
  - Kilometrierung (Kilometerstein, Flusskilometer)
  - Abstand von einer markanten Struktur
  - in freier Natur: Gipfel, Berghang, Waldrand

Beispiele für Richtungsangaben:
- „in der Verlängerung von A nach B“
- „in Richtung 9 Uhr“ (= Westen)
- „ca. eine Handbreit rechts der Pfarrkirche“ (Eine Handbreit am ausgestreckten Arm des Beobachters überdeckt einen Winkel von ~10 °.)

### Umrechnung relativer Angaben
Die meisten relativen Ortsangaben können in absolute umgerechnet werden, etwa
- mittels einer Landkarte oder eines Stadtplans,
- mit Google Earth,
- aus dem Kataster oder einem Bauplan.

## Zur Genauigkeit von Ortsangaben
Zum Wiederfinden eines Punktes ist die notwendige Genauigkeit von der gestellten Aufgabe abhängig. Während bei Meldungen von Geschehnissen oder Unfällen die Eindeutigkeit der Ortsangabe im Vordergrund steht, muss bei Messungen die Genauigkeit der Positionsangabe annähernd der Messgenauigkeit entsprechen.

### Beispiele für Genauigkeiten
Der Wert einer Beobachtung oder Messung auf einem Standort im Freien hängt meist auch von der Verlässlichkeit der Ortsangabe ab. Für Beobachtungen in freier Natur ist meist eine Ortsangabe auf etwa 100 m angemessen, wie sie mit Landkarte leicht möglich ist.
Bei technischen und wissenschaftlichen Aufgaben können die Genauigkeiten sehr verschieden sein.
- Terrestrische Ziele je nach Entfernung: Messgenauigkeit (in Grad) × Entfernung / 57,3. Als Beispiel: ein Ereignis in 10 km, Richtung geschätzt auf 10° → 1,7 km (1 km Ortsangabe reicht).
- Einmessung von Grenzpunkten in einem Almgebiet: Metergenauigkeit genügt, wenn der Katasterplan nur einen Maßstab 1:2880 oder 1:5000 hat.
- Einmessung eines Kanals, wenn der Höhenbezug zur Gemeinde gefordert wird: Millimeter bis Zentimeter.
- Astronomische Winkelmessungen auf ±1″ → Ortsangabe auf mindestens ±30 m (entspricht 1″vom Erdmittelpunkt aus).
- Ein heller Meteor (Feuerkugel), Richtung auf 5° erfasst (im Sternbild XY) → Ortsangabe auf mindestens 5 km (ein verglühender Meteor ist 50–100 km entfernt).

### Methoden für genaue terrestrische Ortsangaben
Die Methode hängt bei höheren Ansprüchen auch vom Zweck und vom zu messenden Objekt ab.
- In der Geografie, bei geologischen Aufnahmen oder für Antennen-Standorte: Abzirkeln von Entfernungen aus der Karte, Richtungs-Peilung zu Landmarken oder kartometrische Messungen.
- In der Geodäsie: Bestimmung des Instrumentenstandpunkts (Theodolit) durch Winkel- und Distanzmessungen zu Vermessungspunkten, oder DGPS mit mehreren Empfängern.
- Navigation: zur Kursbestimmung laufende Positionsdaten (Ort, Zeit, Richtung, Geschwindigkeit, Qualitätsparameter) mit GPS, Inertialnavigation, mit Funkfeuern oder durch Koppelnavigation (Richtung + Geschwindigkeit) plus Abdrift
- Geeignete Hilfsmittel können magnetische Messungen, Satellitenbilder oder die Photogrammetrie sein.
- Rasch bewegte Ziele benötigen auch eine entsprechende Zeitangabe.

Genaue Positionen werden üblicherweise in einem Koordinatensystem angegeben, das sich auf einen definierten Referenzpunkt oder Nullpunkt bezieht. Die wichtigsten dieser Systeme beruhen auf aufwendigen Messungen, sind aber dadurch ein absoluter, dauerhafter Bezugsrahmen.